# Bulkowo (gromada)
Bulkowo – dawna gromada, czyli najmniejsza jednostka podziału terytorialnego Polskiej Rzeczypospolitej Ludowej w latach 1954–1972.
Gromady, z gromadzkimi radami narodowymi (GRN) jako organami władzy najniższego stopnia na wsi, funkcjonowały od reformy reorganizującej administrację wiejską przeprowadzonej jesienią 1954 do momentu ich zniesienia z dniem 1 stycznia 1973, tym samym wypierając organizację gminną w latach 1954–1972.
Gromadę Bulkowo z siedzibą GRN w Bulkowie utworzono – jako jedną z 8759 gromad na obszarze Polski – w powiecie płockim w woj. warszawskim, na mocy uchwały nr VI/10/13/54 WRN w Warszawie z dnia 5 października 1954. W skład jednostki weszły obszary dotychczasowych gromad Bulkowo, Dobra, Krubice, Osiek(), Rogowo i Rogowo Nowe ze zniesionej gminy Bodzanów oraz obszar dotychczasowej gromady Worowice ze zniesionej gminy Łubki w tymże powiecie. Dla gromady ustalono 21 członków gromadzkiej rady narodowej.
31 grudnia 1961 do gromady Bulkowo włączono wsie Daniszewo, Gniewkowo, Nadółki, Pilichowo i Pilichówko ze zniesionej gromady Daniszewo w tymże powiecie.
31 grudnia 1962 do gromady Bulkowo przyłączono wieś Nadółki-Majdany z gromady Góra w tymże powiecie.
Gromada przetrwała do końca 1972 roku, czyli do kolejnej reformy gminnej. 1 stycznia 1973 w powiecie płockim utworzono gminę Bulkowo.